# Condor di Cornovaglia
Condor o Candorus o Cadoc di Cornovaglia (fl. XI secolo) è stato un leggendario nobile britannico.
Descritto come l'ultimo della casata reale di Cornovaglia al tempo della conquista normanna dell'Inghilterra nel 1066 e divenne il primo Conte di Cornovaglia su nomina di Guglielmo il Conquistatore.
Dopo di lui furono le autorità normanne a prendere il sopravvento sui nativi di lingua celtica e così a Cadoc successe come Earldom Roberto di Mortain, fratellastro di Guglielmo il Conquistatore.